# Плая-Уньон
Плая-Уньон (исп. Playa Unión) — город и муниципалитет в департаменте Росон провинции Чубут (Аргентина).

## История
В 1876 году в этих местах, неподалёку от устья реки Чубут, потерпела крушение шхуна «Уньон», и с тех пор этот пляж стали называть «Плая-Уньон». В 1923 году здесь был основан курортный городок.